# Der Clan der Sizilianer
Der Clan der Sizilianer ist ein französischer Gangsterfilm aus dem Jahre 1969. Die Romanvorlage stammt von Auguste Le Breton. Regie führte Henri Verneuil. Die drei Hauptrollen spielten Jean Gabin, Alain Delon und Lino Ventura. Er  gilt als einer der besten französischen Gangsterfilme. Uraufführung in Frankreich war am 1. Dezember 1969, Premiere in Deutschland am 13. Februar 1970.

## Handlung
Die sizilianische Familie Manalese betreibt am  Canal Saint-Martin in Paris eine Firma für elektronische Spielgeräte und Flipper. Hinter den Kulissen ist sie jedoch in kriminelle Geschäfte verstrickt. Familienpatriarch fortgeschrittenen Alters ist Vittorio Manalese, der für die Zukunft seine Rückkehr nach Sizilien als geachteter Bürger plant, von wo er als armer Emigrant in seiner Jugend nach Frankreich kam. Zu seiner Familie gehören seine Frau, zwei Söhne und eine Tochter samt den Ehepartnern sowie ein kleiner Enkel.
Der Familienclan der Manalese plant seinen spektakulärsten Coup. Einer der Söhne Vittorio Manaleses saß mit dem brutalen Polizistenmörder Roger Sartet in einer Gefängniszelle und hat sich mit ihm angefreundet. Da Sartet inzwischen von einem anderen Mithäftling die Pläne für das Sicherheitssystem einer Juwelenausstellung erfahren hat, ihm jedoch wegen mehrfachen Mordes die Hinrichtung droht, wird er während einer Überführungsfahrt aus einem Gefangenentransporter befreit. Die Manalese beschaffen ihm ein Spezialwerkzeug, mit dem er den Fußboden des Polizeibusses durchschneiden kann, inszenieren an einer vorgeplanten Stelle eine Autopanne und stauen so den Verkehr auf, damit Sartet unbemerkt den Wagen verlassen und in einen Kleintransporter der Manalese umsteigen kann. Der Plan gelingt, und Sartet kann mithilfe der Manalese untertauchen.
Der Ausbruchsfall wird Kommissar Le Goff übertragen, der Sartet bereits von seinen früheren Verbrechen her kennt. Ihm und seinen Mitarbeitern ist die Gefahr, die von Sartet ausgeht, bewusst, jedoch haben sie von dem Ausbrecher und seinen Helfern zunächst keine Spur. Bei einem Bordellbesuch entkommt Sartet kurze Zeit später nur knapp dem herbeigerufenen Kommissar Le Goff. Noch zwei weitere Male ist er Sartet auf den Fersen, doch er kommt erneut zu spät; einmal werden die Hinweise zuvor von Helfershelfern verwischt, ein weiteres Mal gelingt es den Manalese, die Polizei abzulenken, bis Sartet erneut entkommen kann.
Sartet bringt bei seiner Flucht die Sicherheitspläne der Juwelenausstellung in der Galleria Borghese in Rom mit, und die Manalese planen gemeinsam mit ihm und weiteren Gangstern die Ausstellung auszurauben, wozu Vittorio Manalese sich eigens mit seinem alten, in die USA ausgewanderten Freund Tony Nicosia in der Villa trifft. Beide erkunden die Ausstellung, stellen jedoch fest, dass eine zusätzliche neue Sicherheitseinrichtung den unbemerkten Einbruch in die Ausstellung unmöglich macht. Für den Fall, doch noch eine Lösung für dieses Problem zu finden, verabreden die beiden einen neuerlichen Kontakt.
Die Lösung kommt von Tony Nicosia, der plant, auf der Überführung der Juwelen nach New York City, der nächsten Station der Ausstellung, das Flugzeug zu kapern und umzulenken. So wird das Unternehmen arrangiert, ein ehemaliger Pilot zur Führung der Maschine sowie ein alternativer Landeplatz organisiert. Einen Sicherheitsbeauftragten der Juwelenausstellung kidnappen die Manalese vor dem Flug, damit er ihnen nicht gefährlich werden kann, und besteigen in Rom die Maschine. Bei einer weiteren Zwischenlandung in Paris will die Frau des gekidnappten Sicherheitsbeauftragten zu ihrem Mann in das Flugzeug steigen, stellt jedoch fest, dass dieser, obwohl er auf der Passagierliste steht, nicht an Bord ist. Mit einer Finte wird sie abgelenkt, so dass der Flug nach New York startet. Kurz vor der Landung bringen die Manalese die Maschine in ihre Gewalt und leiten sie auf das vorbereitete Gelände um, wo bereits zahlreiche Komplizen warten und verschwinden, nachdem sie die Juwelen und die Flugzeugentführer aufgenommen haben.
Die Gattin des Sicherheitsbeauftragten sitzt unterdessen bei der Pariser Polizei und entdeckt per Zufall auf einem Fahndungsfoto Sartet. Sie informiert die Polizei, dass dieser in der Juwelenmaschine sitzt, doch die Warnung an die New Yorker Sicherheitsbehörden kann die Entführung und den Raub nicht mehr verhindern. Doch nun weiß Kommissar Le Goff, dass Sartet mit dem Überfall zu tun hat. Der Plan der Manalese geht unterdessen glatt auf, die Juwelen werden zu Geld gemacht und die Beute aufgeteilt, die Beteiligten zerstreuen sich umgehend in alle Winde.
Einige Zeit später will Sartet bei Tony Nicosia wie verabredet seinen Anteil abholen, erfährt jedoch, dass sein Anteil an die Manalese durchgereicht wurde, und kehrt wutentbrannt nach Paris zurück. Der Zuschauer erfährt auch den Grund hierfür: Vittorio Manalese hat unterdessen erfahren, dass eine seiner Schwiegertöchter, Jeanne, die einzige Französin in der Familie, eine sexuelle Affäre mit Sartet hatte, und beschließt diesen Vorfall auf seine Weise zu lösen und die Familienehre wiederherzustellen. Sartet will seinen Anteil kassieren, und man verabredet ein Treffen an einem abgelegenen Ort. Manalese bringt seine Schwiegertochter Jeanne ebenfalls mit. Diese will Sartet bei der Geldübergabe warnen, doch Vittorio Manalese gelingt es, beide zu erschießen, indem er eine Pistole aus seiner Manteltasche heraus abfeuert. Kommissar Le Goff hat unterdessen alle Zusammenhänge aufgedeckt und erwartet Manalese bei dessen Rückkehr in seinem Haus. Mit Hinweis auf das Einschussloch an Manaleses Manteltasche bemerkt er trocken, dass dieser wohl noch einmal Glück gehabt habe, und nimmt ihn fest, nachdem zuvor bereits seine Söhne verhaftet worden sind.

## Kritik
„Gut fotografierte und musikalisch intelligent akzentuierte Gaunergeschichte, die jedoch eine psychologische Darstellung und ausreichende Charakterisierung der Personen vermissen läßt.“

„Der Clan der Sizilianer besticht nicht allein durch seine grandiose Besetzung, die alles vereint, was seinerzeit im Genre einen Namen hatte: Jean Gabin, der Grandseigneur des Genres, der für vierschrötige Killerfiguren zuständige Lino Ventura und der ‚eiskalte Engel‘ Alain Delon. Auch der kalten Fotografie verdankt der Film ein Gutteil seiner Atmosphäre.“

„Das Drehbuch entstand nach einer Roman-Vorlage von Auguste Le Breton (‚Rififi‘), und Frankreichs damals bekanntester Kameramann, Henri Decae, hat es unter der Regie des Routiniers Henri Verneuil ins Bild gesetzt. Was konnte da noch schiefgehen? Mancherlei. Denn der große Coup – Entführung einer juwelenbefrachteten, schwerbewachten Boeing mit erzwungener Notlandung auf der Autobahn bei Manhattan – bleibt nur spannende Episode in einer larmoyanten Opernhandlung um sizilianische Gangsterehre.“

„Technisch hervorragender, von beliebten Darstellern gespielter milieuechter Krimi-Knüller aus dem Opa-Kino. In seiner Gattung gehört der Film zur ersten Garnitur. Für Liebhaber des Genres.“

## Auszeichnungen
Der Film wurde im Jahr 1971 für den US-amerikanischen Laurel Award nominiert.

## TV-Premiere
Im deutschen Fernsehen war der Film erstmals am 26. Dezember 1981 im Abendprogramm von ARD Das Erste zu sehen.